# Vicenza (provins)
Provinsen Vicenza (it. Provincia di Vicenza) er en provins i regionen Veneto i det nordlige Italien. Vicenza er provinsens hovedby.
Der var 794.317 indbyggere ved folketællingen i 2001.

## Geografi
Provinsen Vicenza grænser til:
- i nord og vest mod Trentino-Alto Adige (provinsen Trento),
- i øst mod provinserne Belluno, Treviso og Padova og
- i vest mod provinsen Verona.

## Kommuner
- Agugliaro
- Albettone
- Alonte
- Altavilla Vicentina
- Altissimo
- Arcugnano
- Arsiero
- Arzignano
- Asiago
- Asigliano Veneto
- Barbarano Mossano
- Bassano del Grappa
- Bolzano Vicentino
- Breganze
- Brendola
- Bressanvido
- Brogliano
- Caldogno
- Caltrano
- Calvene
- Camisano Vicentino
- Campiglia dei Berici
- Carrè
- Cartigliano
- Cassola
- Castegnero
- Castelgomberto
- Chiampo
- Chiuppano
- Cogollo del Cengio
- Colceresa
- Cornedo Vicentino
- Costabissara
- Creazzo
- Crespadoro
- Dueville
- Enego
- Fara Vicentino
- Foza
- Gallio
- Gambellara
- Gambugliano
- Grisignano di Zocco
- Grumolo delle Abbadesse
- Isola Vicentina
- Laghi
- Lastebasse
- Longare
- Lonigo
- Lugo di Vicenza
- Lusiana Conco
- Malo
- Marano Vicentino
- Marostica
- Monte di Malo
- Montebello Vicentino
- Montecchio Maggiore
- Montecchio Precalcino
- Montegalda
- Montegaldella
- Monteviale
- Monticello Conte Otto
- Montorso Vicentino
- Mussolente
- Nanto
- Nogarole Vicentino
- Nove
- Noventa Vicentina
- Orgiano
- Pedemonte
- Pianezze
- Piovene Rocchette
- Pojana Maggiore
- Posina
- Pove del Grappa
- Pozzoleone
- Quinto Vicentino
- Recoaro Terme
- Roana
- Romano d'Ezzelino
- Rossano Veneto
- Rosà
- Rotzo
- Salcedo
- San Pietro Mussolino
- San Vito di Leguzzano
- Sandrigo
- Santorso
- Sarcedo
- Sarego
- Schiavon
- Schio
- Solagna
- Sossano
- Sovizzo
- Tezze sul Brenta
- Thiene
- Tonezza del Cimone
- Torrebelvicino
- Torri di Quartesolo
- Trissino
- Valbrenta
- Valdagno
- Valdastico
- Valli del Pasubio
- Val Liona
- Velo d'Astico
- Vicenza
- Villaga
- Villaverla
- Zanè
- Zermeghedo
- Zovencedo
- Zugliano

45°33′N 11°33′Ø / 45.55°N 11.55°Ø